# Echinothrix
Genre
Echinothrix est un genre d’oursins (échinodermes) réguliers de la famille des Diadematidae.

## Caractéristiques

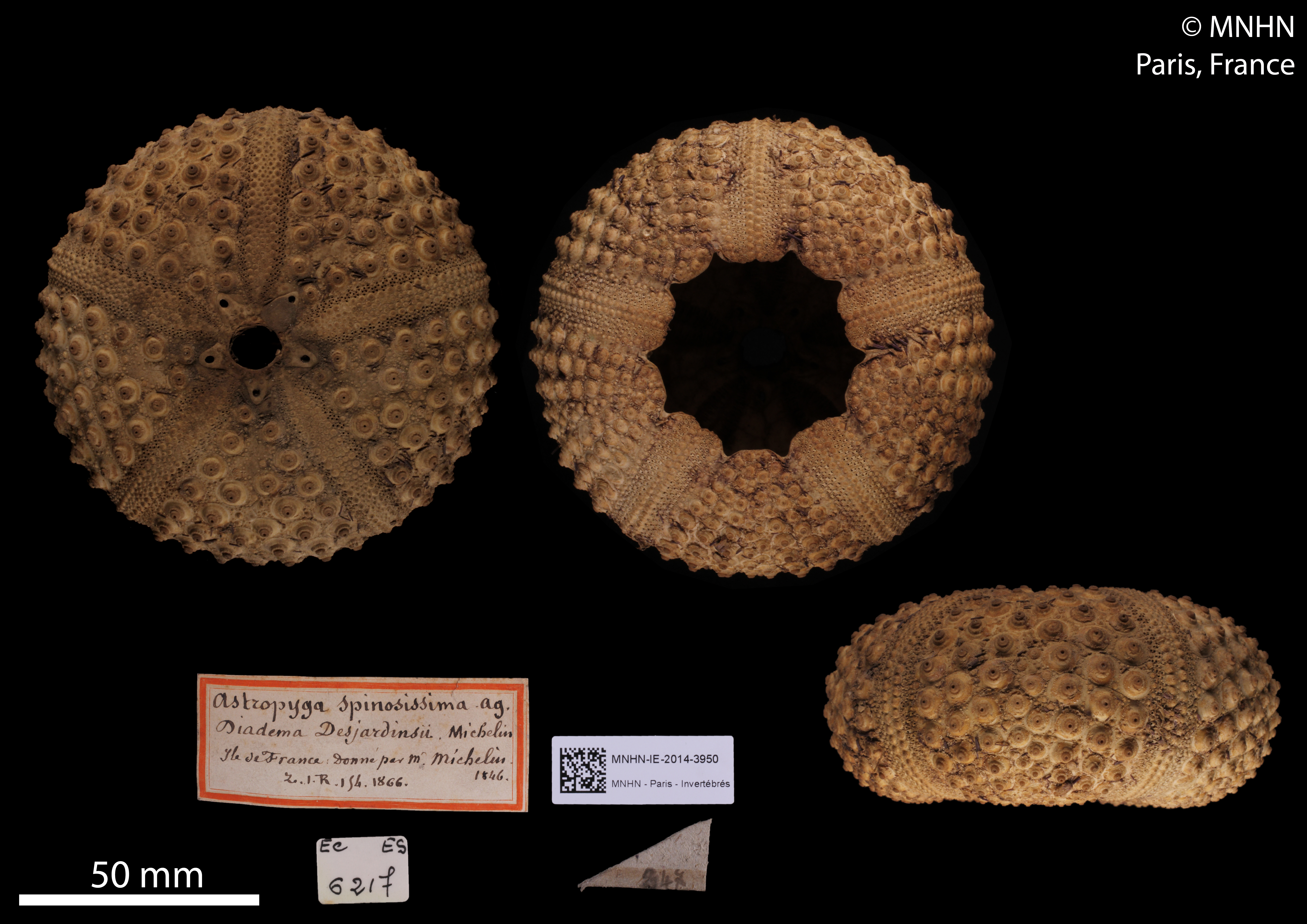
Test dEchinothrix diadema (MNHN)

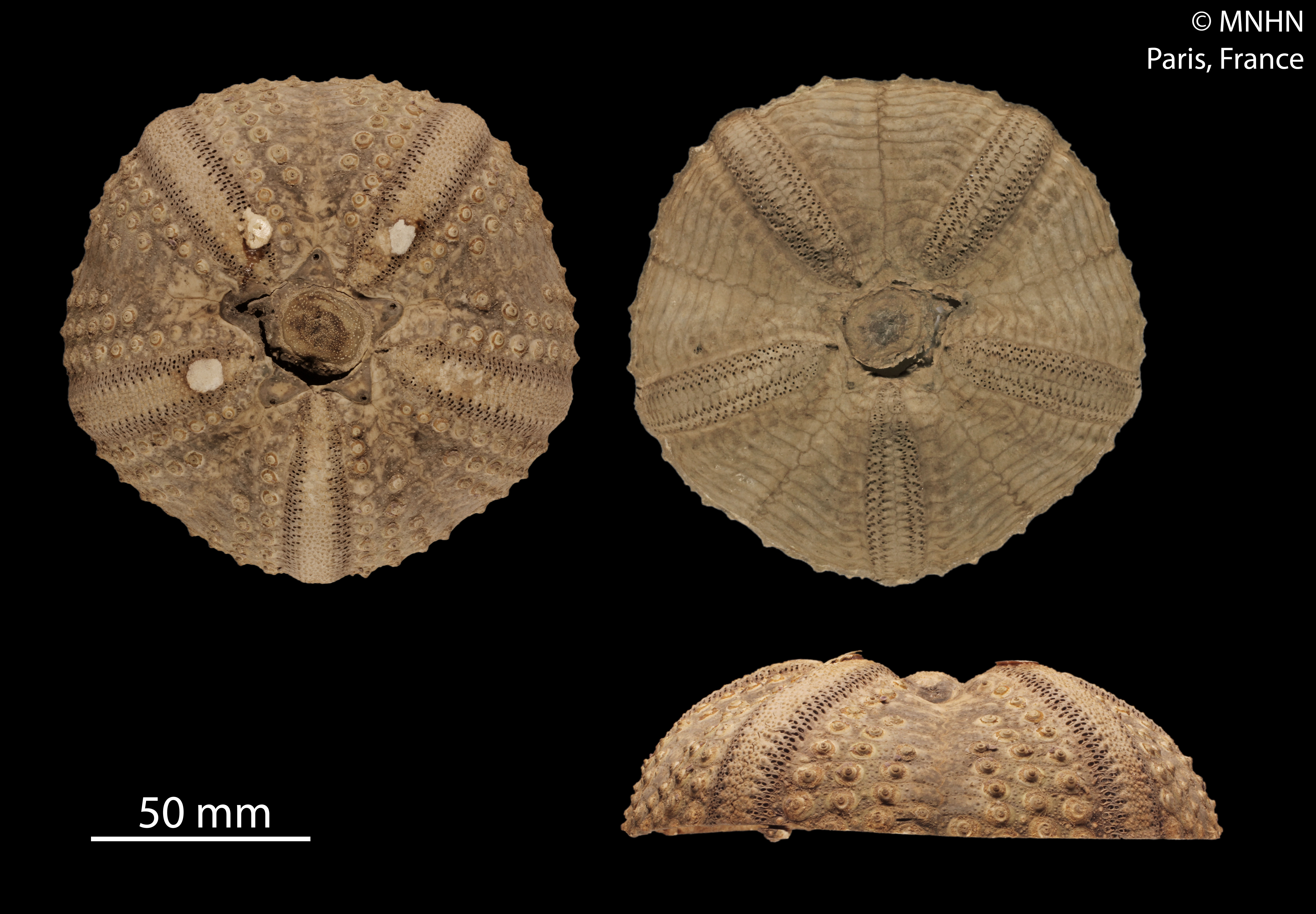
Test dEchinothrix calamaris (MNHN)

### Description générale
Ce sont des oursins réguliers : le test (coquille) est plus ou moins sphérique, protégé par des radioles (piquants), l'ensemble suivant une symétrie pentaradiaire (centrale d'ordre 5) reliant la bouche (péristome) située au centre de la face orale (inférieure) à l'anus (périprocte) situé à l'apex aboral (pôle supérieur).
Les deux espèces appartenant à ce genre sont caractérisées par un test (coquille) rond et des radioles (piquants) creuses, les primaires étant relativement longues et les secondaires plus courtes et plus fines mais pourvues de glandes à venin pour leur assurer une protection optimale.

### Caractéristiques squelettiques
Au niveau du test, le disque apical est monocyclique avec un périprocte large. Les ambulacres sont droits, avec des paires de pores non conjuguées. Les plaques ambulacraires sont trigéminées, et portent un gros tubercule primaire et quatre ou plus tubercules secondaires. Les interambulacres sont larges, et les plaques ambitales portent deux tubercules isométriques, crénulés et perforés. Le péristome est large, et porte de grandes encoches buccales arrondies.
La distinction entre les deux espèces au niveau squelettique se fait principalement par le fait que les ambulacres d’E. calamaris sont en relief, toutefois ce trait est variable et peut induire en erreur (la forme claire d’E. calamaris est plus petite et a moins de relief que la forme sombre). Le test d’E. calamaris est également plus aplati aboralement,

### Écologie et répartition
On trouve ces deux espèces dans les régions tropicales du bassin Indo-Pacifique, vivant généralement cachées dans des anfractuosités pendant la journée. On les reconnaît au fait qu’E. diadema a les piquants noirs (avec des reflets bleutés au soleil), alors qu’E. calamaris a les radioles plus fortement différenciées, les primaires étant grosses, tubulaires et parfois non pointues (généralement striées mais parfois entièrement blanches ou noires), et les secondaires très fines, striées de brun et de noir ; cette espèce a également une papille anale beaucoup plus grosse et visible, souvent mouchetée. Il existe également une version noire d'Echinothrix calamaris, beaucoup plus difficile à identifier ; le test en est généralement rougeâtre, la papille anale demeure plus prononcée, et les radioles ont des reflets verts.
Les études génétiques menées sur ce genre ont mis en évidence une grande homogénéité génétique chez Echinothrix diadema (qui aurait divergé il y a environ 16,8 millions d'années), mais une composition en trois sous-groupes chez Echinothrix calamaris, un endémique de Mer Rouge et d'Arabie, un exclusif au Pacifique et un Indo-Pacifique ; les variations d'apparence ne semblent pas corrélées à ces groupes génétiques. 
Les deux espèces sont également capables de s'hybrider.

### Taxinomie
Le genre Echinothrix fut décrit en 1853 par l'explorateur naturaliste allemand Wilhelm Peters en 1853.

## Liste d'espèces
Selon ITIS (18 octobre 2013), NCBI (18 octobre 2013) et World Register of Marine Species (18 octobre 2013) : 
- Echinothrix diadema (Linnaeus, 1758)
- Echinothrix calamaris (Pallas, 1774)

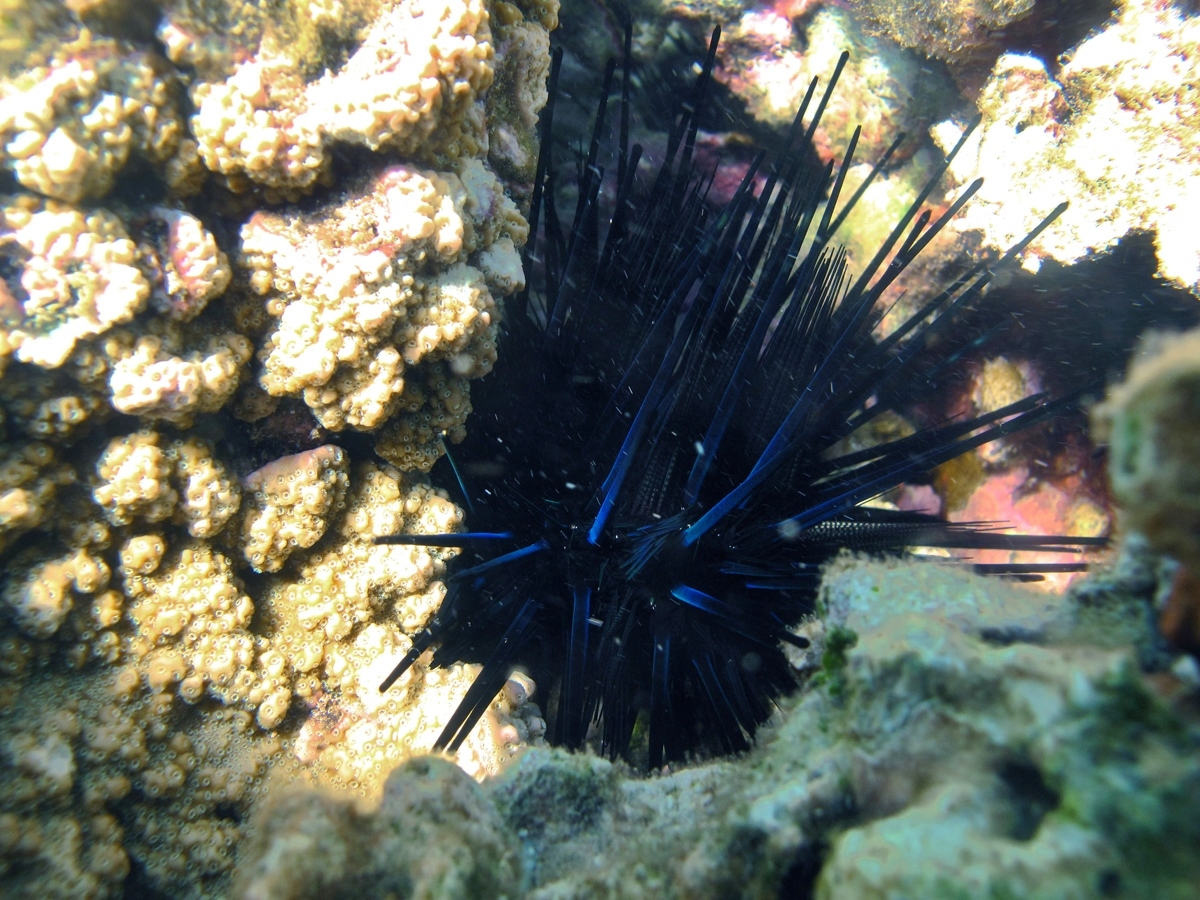
Echinothrix diadema
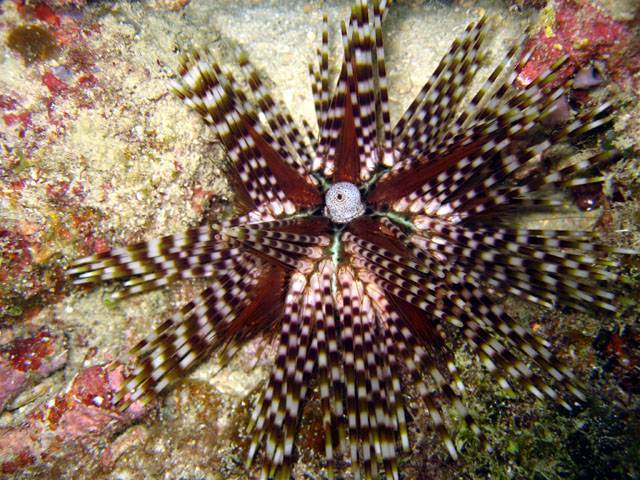
Echinothrix calamaris
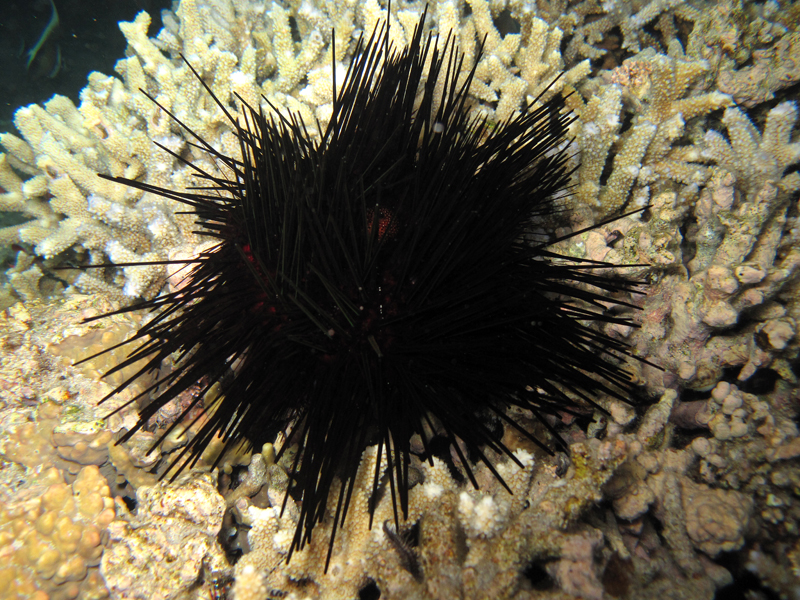
Un E. calamaris en version noire.
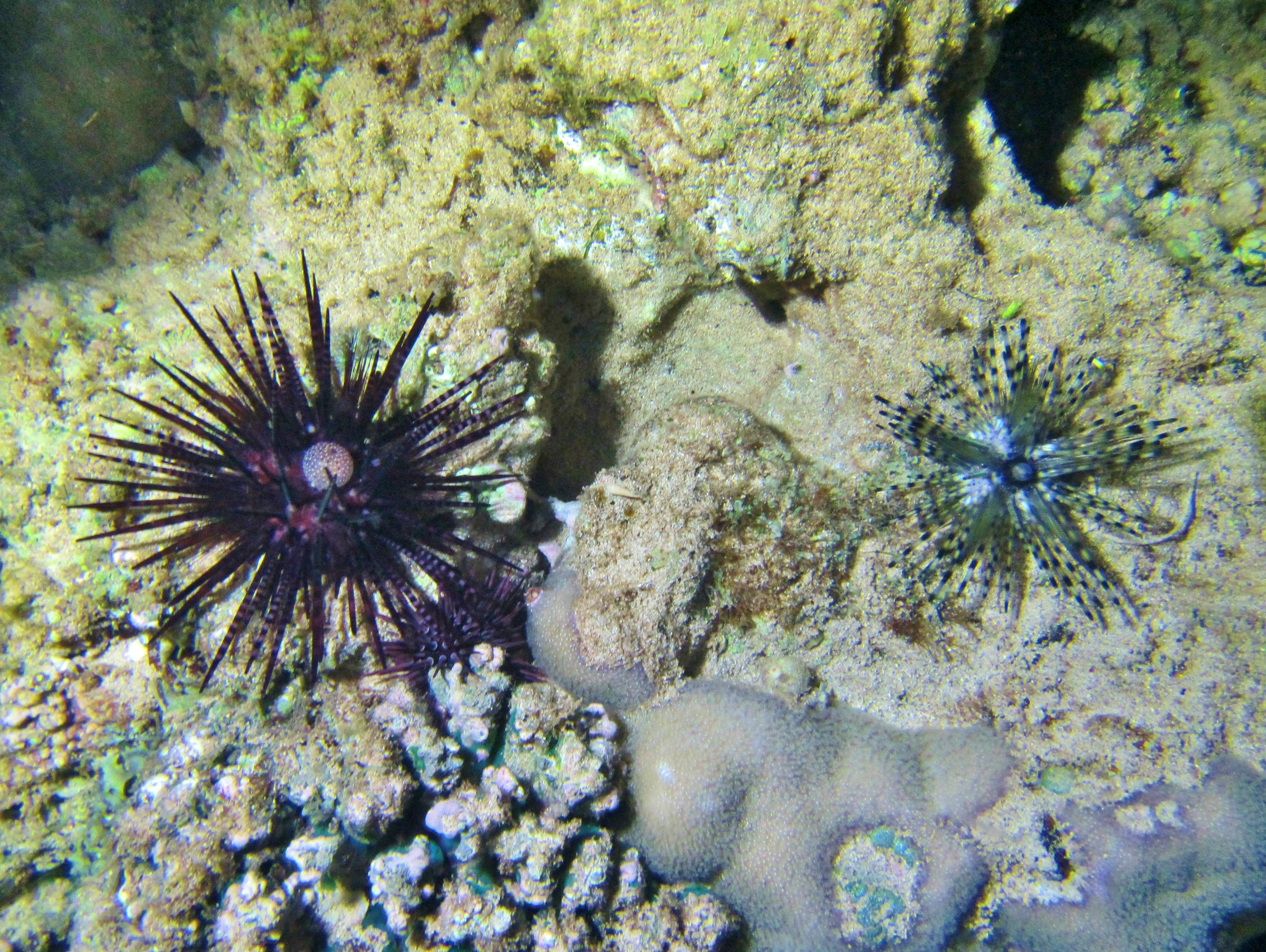
Les deux espèces (E. calamaris "sombre" et E. diadema), juvéniles, côté à côté à Mayotte.